# Selección de balonmano de la Unión Soviética
La Selección de balonmano de la Unión Soviética era el equipo formado por jugadores de nacionalidad soviética que representaba a la Unión Soviética de Balonmano en las competiciones internacionales organizadas por la Federación Internacional de Balonmano (IHF) o el Comité Olímpico Internacional (COI). Este combinado llegó a conquistar el título mundial en 1982, además de proclamarse campeón olímpico en tres ocasiones (1976, 1988 y 1992), la última de las cuales participando como Equipo Unificado.

## Palmarés
| Competición        | Medalla de oro   | Medalla de plata | Medalla de bronce |
| ------------------ | ---------------- | ---------------- | ----------------- |
| Juegos Olímpicos   | 1976, 1988, 1992 | 1980             |                   |
| Campeonato Mundial | 1982             | 1978, 1990       |                   |

### Trayectoria

#### Juegos Olímpicos
- 1936 - No participó
- 1972 - 4ª plaza
- 1976 -  Medalla de oro
- 1980 -  Medalla de plata
- 1984 - No participó
- 1988 -  Medalla de oro
- 1992 -  Medalla de oro (participó como Equipo Unificado)

#### Campeonatos del Mundo
- 1938 - No participó
- 1954 - No participó
- 1958 - No participó
- 1961 - No participó
- 1964 - 5ª plaza
- 1967 - 4ª plaza
- 1970 - 9ª plaza
- 1974 - 5ª plaza
- 1978 -  Subcampeón
- 1982 -  Campeón
- 1986 - 10.ª plaza
- 1990 -  Subcampeón